# Баевка-1
Баевка-1 (бел. Баеўка 1) — деревня в Кричевском районе Могилёвской области Белоруссии. Входит в состав Ботвиновского сельсовета.

## География
Деревня находится в северо-восточной части Могилёвской области, в пределах Оршанско-Могилёвской равнины, на правом берегу реки Мертвицы, на расстоянии примерно 15 километров (по прямой) к северо-западу от Кричева, административного центра района. Абсолютная высота — 171 метр над уровнем моря.
Климат деревни характеризуется как влажный континентальный (Dfb в классификации климатов Кёппена).

## Население
По данным переписи 2009 года, в деревне проживало 44 человека.